# Iglesia de Santa María Assunta (Gussago)
La iglesia prepositural de Santa Maria Assunta es la iglesia parroquial de Gussago, en la provincia y diócesis de Brescia, Italia. Forma parte de la zona pastoral de Gussago. 

## Historia
La primera piedra de la iglesia se colocó en 1743. La estructura, construida en estilo neoclásico según un diseño de Giorgio Massari, se completó en 1760]. En el siglo siguiente se decoró el interior de la iglesia y se decoró la fachada, obra de Rodolfo Vantini y Luigi Donegani. En 1857 se construyó la escalera que conduce a la iglesia parroquial, mientras que en 1879 ésta fue dotada del órgano, obra de la compañía Tonoli.  En 1931 se inició la construcción del campanario. La iglesia fue consagrada en 1950.

## Descripción

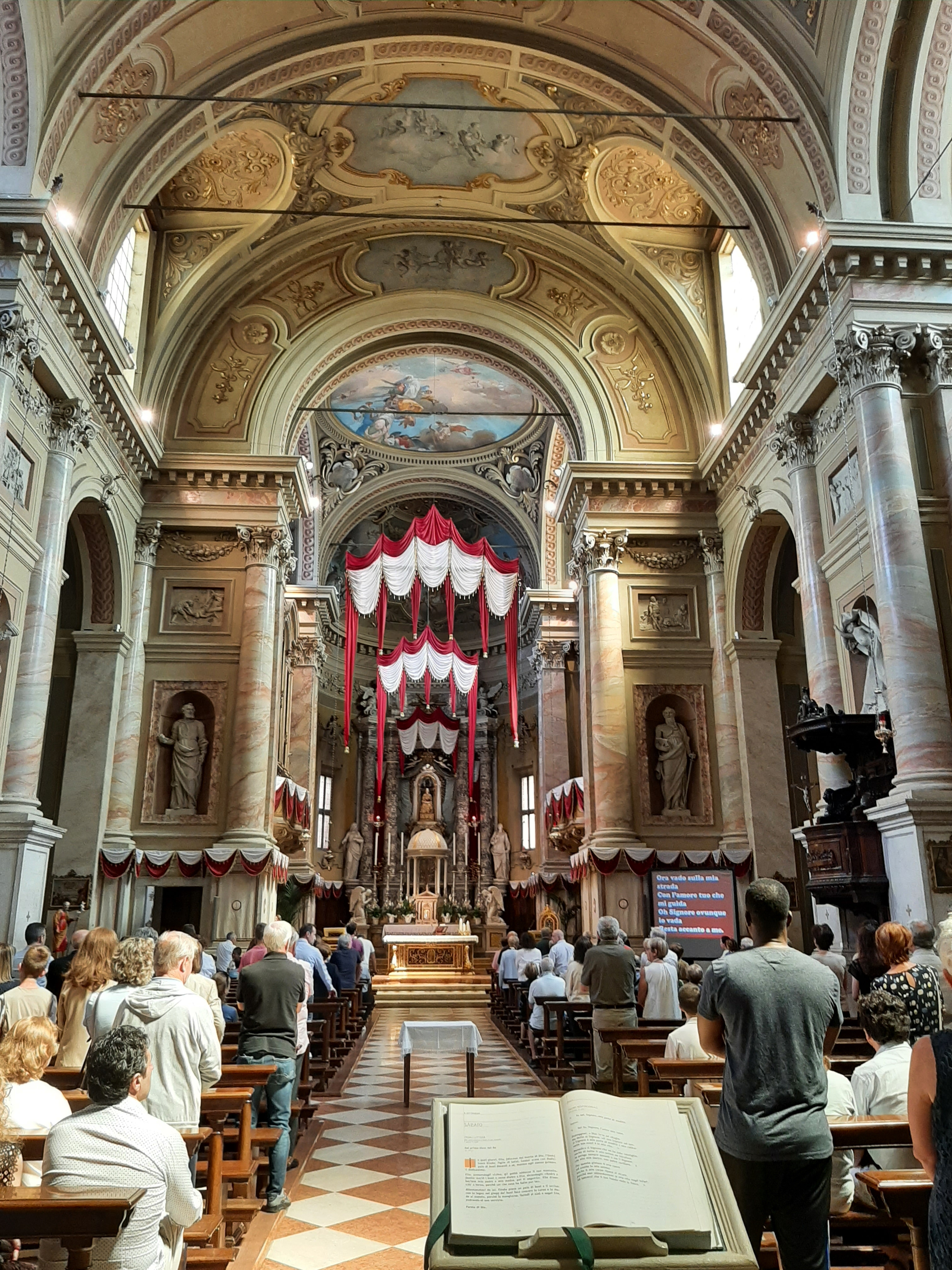
Interior de la iglesia

En el interior de la iglesia se conservan varias obras de valor, entre ellas la pila bautismal del siglo XVI, el lienzo que representa al Ángel de la Pureza, realizado en 1855 por Angelo Inganni, el altar del Rosario del siglo XVIII, el retablo con la Virgen del Rosario como tema junto a los santos Domingo, Fermo, Apolonia y Lucía, obra de Sante Cattaneo, el lienzo de la Predicación del Bautista del mismo autor, la estatua Ángel del Apocalipsis, esculpida por Domenico Ghidoni, y el fresco con San Juan Bautista como tema, pintado por Tita Mozzoni en 1945.